# Alcanzar una estrella
Alcanzar una estrella es una telenovela juvenil mexicana producida por Luis de Llano Macedo que marca su debut de producir telenovelas para la empresa Televisa, exhibida por Las Estrellas desde el 14 de mayo al 21 de diciembre de 1990. Esta producción marcó el género de las telenovelas musicales.
Protagonizada por Eduardo Capetillo y Mariana Garza, con las participaciones antagónicas de Kenia Gascón, Óscar Traven, Andrea Legarreta, Héctor Suárez Gomís, Lorena Rojas y la primera actriz Alicia Montoya, además de contar con las actuaciones estelares de los primeros actores Enrique Lizalde y Rita Macedo. Esta telenovela marca el debut de Marisol Santacruz en la pantalla chica. 

## Argumento
Lorena Gaitán es una joven dulce, inteligente, talentosa pero poco agraciada que sufre un amor platónico por el actor y cantante del momento, Eduardo Casablanca, al que conoce en un cóctel de presentación de su último disco, así como de su primer protagónico en una telenovela. 
Tiempo después, Lorena en compañía de su madre, Norma, se van de vacaciones a Ixtapa, donde casualmente Eduardo se encuentra grabando algunas secuencias de la telenovela que protagoniza. Al reencontrarse brevemente con Eduardo en un cóctel de despedida del hotel donde se hospedaban, la ilusión y la fantasía de la joven la llevan a inventar una relación amorosa con Eduardo, que es seguida con interés por sus compañeras del colegio, quienes también son grandes admiradoras del actor y cantante. Pero cuando se descubre la verdad, Lorena es acosada y maltratada por sus compañeras y cae en una profunda depresión que le hace perder todo interés en la vida, a pesar de los esfuerzos de su madre y de Aurora, su única amiga.
Mientras tanto, Eduardo recibe cartas anónimas de una admiradora secreta, la propia Lorena, y se sorprende al descubrir en ellas una gran sensibilidad y bellos sentimientos, los cuales lo inspiran a componer canciones. Sin planearlo, se reencuentra con Lorena, cuestión que la ayuda a salir de su depresión y genera una amistad que poco a poco evoluciona en un amor puro y sincero entre ambos.
Gracias a Eduardo, Lorena es descubierta por su representante Joaquín y sus promotores artísticos, y comienza una exitosa carrera artística bajo el nombre de Melissa. El camino no será fácil para Lorena y Eduardo, ya que Deborah Lavalle, la exnovia de Eduardo, y el amante de Deborah, Roque Escamilla, intentarán destruir sus respectivas carreras y su relación a cualquier precio. 
Eduardo y Lorena tendrán que vencer todos los obstáculos para así unir sus vidas y juntos alcanzar una estrella.

## Elenco
- Eduardo Capetillo - Eduardo Casablanca Armero/Ramón Sánchez/ Lorenzo
- Mariana Garza - Lorena Gaitán Roca/Melissa
- Enrique Lizalde - Mariano Casablanca
- Ana Silvia Garza - Norma Roca vda. de Gaitán
- Kenia Gascón - Guadalupe "Lupita" Patiño/Deborah Lavalle
- Óscar Traven - Roque Escamilla
- Angélica Ruvalcaba - Aurora Rueda
- Marcos Valdés - Amadeus Silva
- Andrea Legarreta - Adriana Mastreta del Castillo
- Héctor Suárez Gomís - Pedro Lugo
- Alejandro Ibarra - Felipe Rueda
- Rita Macedo - Virginia Armero
- Daniel Martín - Joaquín De la Fuente
- Sergio Klainer - Fernando Mastreta
- Margarita Isabel - Rita Del Castillo de Mastreta
- Luis Bayardo - Gustavo Rueda
- Dacia González - María de la Luz "Lucha" de Rueda
- Cita Hudgens - Cecilia Lugo "Cita"
- Darío T. Pie - Mario Casablanca Armero
- Lorena Rojas - Sara del Río
- Mayra Rojas - Liliana Rojas
- Marcela Páez - Irene de la Fuente
- Alicia Montoya - Doña Julia Mastreta
- Adrián Ramos - Manuel Lugo
- Ricardo Dalmacci  - Dalmacci
- Manolo García - Esteban
- Frances Ondiviela - Lola
- Octavio Galindo - Octavio Parra
- Leonorilda Ochoa - Soledad "Mamá Chole" Patiño
- Gloria Izaguirre - María del Pilar "Pilita" Patiño
- Ernesto Yáñez - Martín Negrete "El Colorado"
- Alejandro Montoya - Norberto
- Jorge Pais - Enrique de la Riva
- Maya Ramos - Felicia de De la Riva
- Deborah Reisenweber  - Tanya de la Riva
- Perla de la Rosa - Elisa
- Elena Silva - Isabel
- Belén Balmori - Vanessa
- Alejandra Israel - Ofelia
- Horacio Almada - Fermín
- Carlos García - Édgar Navarro
- Luz Gracia Lascuráin - Sofía
- Ricardo Arjona - Él mismo[3]
- Botellita de Jerez - Grupo "El Pilón"
- Fernando Arau - Bernardo "Barrabás"
- Sergio Ochoa  - Alonso
- Cecilia Toussaint - Lic. Cuevas
- David Ostrosky - Lic. del Valle
- Anna Ciocchetti - Sharon
- Lilian Davis - Rosita
- Felio Eliel - Don Severiano
- Germán Novoa - Carlos Rueda
- María Prado - Doña Tere
- Guillermo Zarur - Juez
- Begoña Palacios - Madre de Irene
- Moisés Suárez - Director del reclusorio juvenil
- Tiaré Scanda  - Ella misma, concursante de El festival de la canción
- Héctor Yaber - Él mismo, concursante de El festival de la canción
- Martha Aguayo - Ella misma, conductora de El festival de la canción
- Wanda Seux - Lucrecia Magaña/Layla Soraya
- Luis de Llano Macedo  - Luis Estrada
- Julissa - Ángela Armero Casablanca (archivo de TV de La mentira)
- Luis de Llano Palmer - Productor musical
- Garibaldi - Ellos mismos
- Dolores Salomón "Bodokito"[4]
- Mauricio García
- Marisol Santacruz - Laura
- Alejandro Villeli
- Gabriel Velázquez

## Equipo de producción
- Historia original: Jesús Calzada
- Adaptación: Gabriela Ortigoza
- Edición literaria: Carlos Diez, Dolores Ortega
- Asesoría creativa y literaria: Susan Crowley
- Escenografía: Darío Rangel
- Ambientación: Hortensia Ibarra
- Tema musical: Quiero estar contigo
- Autor: Gerardo García
- Intérprete: Eduardo Capetillo
- Musicalización: Luis Alberto Diazayas
- Edición: Alfredo Sánchez
- Jefe de producción: Xuitlaltzin Vázquez
- Coordinación de producción: Rosaura Martínez Félix
- Dirección de arte : Juan José Urbini
- Directora asociada: Patty Juárez
- Director de cámaras: Marco Flavio Cruz
- Director de escena: Manolo García
- Productor: Luis de Llano Macedo

## Banda sonora
1. Alcanzar una estrella - Mariana Garza
2. Quiero estar contigo - Eduardo Capetillo
3. Reencarnación - Cita Hudgens
4. Deseos íntimos - Eduardo Capetillo y Mariana Garza
5. Ya ni hablar - Eduardo Capetillo
6. Rock rap de la cárcel - Qué Pasa
7. La mujer que no soñé - Eduardo Capetillo
8. Las calles oscuras - Cita Hudgens
9. Voy a cambiar por ti - Héctor Suárez Gomís
10. Éxito y amor - Eduardo Capetillo
11. Maldición gitana - Marcos Valdés
12. Tú eres un sueño para mí - Mariana Garza

### Música no incluida en el disco
1. Mi vida ya no es personal - Mariana Garza
2. Nada puede detenerme - Eduardo Capetillo
3. Llévame hasta el cielo - Mariana Garza
4. El blues del autobús - Eduardo Capetillo
5. Contra tu cuerpo - Mariana Garza¹
6. Ella es fuego - Eduardo Capetillo
7. Esperanza - Mariana Garza
8. Macho macho - Héctor Suárez Gomís
9. Extraño ser niña - Angélica Ruvalcaba²
10. Las ganas de amar - Héctor Suárez Gomís
11. Princesa tibetana - Timbiriche
12. Yo no soy una más - Timbiriche
13. Yo por ti - Timbiriche
14. Raise Your Hands - Bon Jovi
15. Wild In The Streets - Bon Jovi
16. Let It Rock - Bon Jovi
17. You Give Love A Bad Name - Bon Jovi
18. Tú y yo somos uno mismo - Timbiriche
19. Libre - Ricardo Arjona
20. Piel de consumo - Ricardo Arjona
21. Yo quiero contigo - Alejandro Ibarra
22. No te la vas a acabar - Botellita de Jerez
23. De Golpe, la Realidad - Olé Olé
24. Déjame Sola - Olé Olé
25. Lili Marlen - Olé Olé

- ¹ Contra tu cuerpo fue incluida en la banda sonora de Más que alcanzar una estrella.
- ² Extraño ser niña fue incluida en la banda sonora de Alcanzar una estrella II.

### Música de Timbiriche incluida en la telenovela

#### Timbiriche VIII y IX
1. Tú y yo somos uno mismo - Diego

#### Timbiriche 10
1. Princesa tibetana - Erik
2. Yo no soy una más - Edith
3. Yo por ti - Patty

## Premios y nominaciones

### Premios TVyNovelas 1991
| Categoría                  | Nominado(a)          | Resultado |
| -------------------------- | -------------------- | --------- |
| Mejor telenovela           | Luis de Llano Macedo | Ganador   |
| Mejor primera actriz       | Rita Macedo          | Nominada  |
| Mejor primer actor         | Enrique Lizalde      | Nominado  |
| Mejor actriz coestelar     | Ana Silvia Garza     | Nominada  |
| Mejor actriz coestelar     | Andrea Legarreta     | Nominada  |
| Mejor actriz coestelar     | Marcela Páez         | Nominada  |
| Mejor actor coestelar      | Marcos Valdés        | Nominado  |
| Mejor actor coestelar      | Héctor Suárez Gomís  | Nominado  |
| Mejor revelación femenina  | Mariana Garza        | Ganadora  |
| Mejor revelación femenina  | Angélica Ruvalcaba   | Nominada  |
| Mejor revelación masculina | Eduardo Capetillo    | Ganador   |
| Mejor revelación masculina | Alejandro Ibarra     | Nominado  |

### Premios Eres 1991
| Categoría                 | Nominado                                       | Resultado |
| ------------------------- | ---------------------------------------------- | --------- |
| Mejor telenovela          | Luis de Llano Macedo                           | Ganador   |
| Mejor producción          | Luis de Llano Macedo                           | Ganador   |
| Mejor actor               | Eduardo Capetillo                              | Ganador   |
| Mejor actriz              | Mariana Garza                                  | Nominada  |
| Mejor actriz coestelar    | Angélica Ruvalcaba                             | Ganadora  |
| Mejor actor coestelar     | Marcos Valdés                                  | Ganador   |
| Mejor actor coestelar     | Héctor Suárez Gomís                            | Nominado  |
| Mejor dirección de escena | Manolo García                                  | Ganador   |
| Mejor tema musical        | Alcanzar una estrella por Gerardo García Pérez | Ganador   |
| Mejor tema musical        | La mujer que no soñé por Eduardo Capetillo     | Nominado  |

## Secuelas

### Televisión
- Debido al éxito obtenido se hace una secuela llamada Alcanzar una estrella II en 1991, el desarrollo de la trama ya no fue hecha por sus escritores originales Jesús Calzada y Gabriela Ortigoza sino por Carlos Enrique Aguilar y Carlos Diez. La trama se centró en formar un grupo musical, Muñecos de papel, y los protagonistas de la primera parte, Mariana Garza y Eduardo Capetillo hicieron participaciones especiales en los primeros y en los últimos capítulos.

### Cine
- Más que alcanzar una estrella (1992)

## Otras versiones
- En 2012, el canal Nickelodeon en asociación con Televisa produjeron la versión estadounidense de esta historia llamada Hollywood Heights con Brittany Underwood y Cody Longo, esta versión fue emitida en México por el canal MTV Latinoamérica en 2014.[5][6][7][8]